# جيمس س. ستيفنز
جيمس س. ستيفنز (بالإنجليزية: James C. Stevens)‏ هو كيميائي أمريكي، ولد في 27 يوليو 1953 في ميامي سبرنغز في الولايات المتحدة.